# Renata Fronzi
Renata Mirra Ana Maria Fronzi (Rosário, 1 de agosto de 1925 — Rio de Janeiro, 15 de abril de 2008) foi uma atriz brasileira nascida na Argentina. Renata era viúva de César Ladeira e mãe de César Ladeira Filho e do músico Renato Ladeira.

## Biografia
Filha de dois atores italianos radicados no Brasil, Cesare Fronzi e Iolanda Vernati, Renata começou sua carreira como bailarina no Teatro Municipal de São Paulo.
Começou sua carreira no teatro na cidade paulista de Santos, onde a família havia se estabelecido. Fez diversas peças de teatro  na companhia de teatro de Eva Todor, tornando-se conhecida vedete do teatro de revista ou rebolado. Trabalhou com o lendário Walter Pinto. No fim da década de 1940, Renata Fronzi casou-se com o locutor de rádio César Ladeira. Em 1946 estreia no filme "Fantasma por Acaso"; e atuou em diversos títulos do cinema, tendo sido uma das estrelas da Atlântida Cinematográfica. Atuando também em filmes de Carlos Manga. Seu último filme foi Coisa de Mulher, com Adriane Galisteu, produzido em 2005.
O auge de popularidade de sua carreira foi a personagem Helena, no célebre teleteatro de comédia intitulado Família Trapo, na TV Record (Canal 7 de São Paulo, atual Rede Record), em que dividia o palco com Jô Soares, Ronald Golias, Otello Zeloni, Cidinha Campos e Ricardo Corte Real. Nos anos 1980 voltaria a trabalhar com Golias, no programa do Bronco exibido pela TV Bandeirantes. Na TV Globo, teve momentos marcantes nas novelas Jogo da Vida e Corpo a Corpo. Sua última participação foi na temporada de 1996 da série Malhação.

## Morte
Renata Fronzi morreu aos 82 anos da síndrome de disfunção múltipla de órgãos, que foi provocada pela diabetes, em 15 de abril de 2008, no Hospital Municipal Lourenço Jorge, na Barra da Tijuca, zona oeste do Rio de Janeiro. Ela estava internada na unidade de terapia intensiva do hospital desde 1 de abril de 2008.

## Filmografia

### Televisão
| Ano     | Título                             | Personagem            | Notas                            |
| ------- | ---------------------------------- | --------------------- | -------------------------------- |
| 1956-65 | Teatrinho Trol                     | Vários Personagens    |                                  |
| 1966    | O Rei dos Ciganos                  | Tânia                 |                                  |
| 1967-71 | Família Trapo                      | Helena                |                                  |
| 1971-73 | Faça Humor, Não Faça Guerra        | Vários Personagens    |                                  |
| 1971    | Minha Doce Namorada                | Marianita             |                                  |
| 1972    | Bicho do Mato                      | Ivete Chaves Nogueira |                                  |
| 1972    | A Patota                           | Carmen                |                                  |
| 1973    | O Semideus                         | Paloma Figueira       |                                  |
| 1973    | Satiricom                          | Várias Personagens    |                                  |
| 1974    | Corrida do Ouro                    | Suzana Brito          |                                  |
| 1976    | Planeta dos Homens                 |                       | Participação Especial            |
| 1978    | Pecado Rasgado                     | Rachel                |                                  |
| 1980    | Chega Mais                         | Agda Maia             |                                  |
| 1980    | Dulcinéa Vai à Guerra              | Ludmila               |                                  |
| 1981    | Jogo da Vida                       | Aurélia Creonte       |                                  |
| 1983    | Pão Pão, Beijo Beijo               | Loreta Junqueti       |                                  |
| 1984    | Transas e Caretas                  | Sônia Braga           |                                  |
| 1984    | Corpo a Corpo                      | Zoraide Motta         |                                  |
| 1984    | Partido Alto                       | Jurada                | Participação Especial            |
| 1985-89 | Bronco                             | Helena Dinozzauro     |                                  |
| 1985    | Ti Ti Ti                           | Teodora Diniz         | Participação Especial            |
| 1990    | A História de Ana Raio e Zé Trovão | Gióia Bérgamo         | Participação Especial            |
| 1990    | Mico Preto                         | Amelinha              |                                  |
| 1990    | Delegacia de Mulheres              | Dulce Canavieira      | Episódio: "Chantagem Eletrônica" |
| 1994    | Memorial de Maria Moura            | Aldenora              |                                  |
| 1995    | A Idade da Loba                    | Gertrudes             |                                  |
| 1996    | Malhação de Verão                  | Dona Jasmim Salgueiro |                                  |
| 1996-97 | Malhação                           | Dona Jasmim Salgueiro | Temporada 2–3                    |
| 1999-00 | Zorra Total                        | Vários Personagens    |                                  |
| 1999    | Você Decide                        | Mãe                   | Episódio: "Faça a Coisa Certa"   |

### Cinema
| Ano  | Título                                        | Personagem             |
| ---- | --------------------------------------------- | ---------------------- |
| 1946 | Fantasma por Acaso                            | Aeromoça               |
| 1946 | Segura Esta Mulher                            | —                      |
| 1954 | Guerra ao Samba                               | Companheira de Libório |
| 1954 | Toda Vida em Quinze Minutos                   | Ela mesma              |
| 1955 | Carnaval em Lá Maior                          | Lola                   |
| 1957 | Garotas e Samba                               | Naná                   |
| 1957 | De Pernas pro Ar                              | Jenny                  |
| 1957 | Treze Cadeiras                                | Ivone                  |
| 1957 | Hoje o Gato sou Eu                            | Lúcia                  |
| 1958 | Pé na Tábua                                   | Rosali                 |
| 1958 | É de Chuá!                                    | Maria Xangai           |
| 1959 | O Espírito de Porco                           | Geraldina              |
| 1959 | Massagista de Madame                          | Madame                 |
| 1960 | Pistoleiro Bossa Nova                         | Lili                   |
| 1960 | Vai que É Mole                                | Repórter               |
| 1960 | Marido de Mulher Boa                          | Leal                   |
| 1961 | Briga, Marido e Samba                         | Mira Diller            |
| 1963 | O Homem que Roubou a Copa do Mundo            | —                      |
| 1963 | Quero Essa Mulher Assim Mesmo                 | —                      |
| 1968 | As Aventuras de Chico Valente                 | Guilhermina            |
| 1968 | Papai Trapalhão                               | Desdêmona              |
| 1970 | Salário Mínimo                                | Angelina               |
| 1971 | Como Ganhar na Loteria sem Perder a Esportiva | Guiomar                |
| 1975 | Um Soutien para Papai                         | Gracinha               |
| 1976 | Esse Rio Muito Louco                          | Kiki                   |
| 1976 | Kiki Vai à Guerra                             | Kiki                   |
| 1977 | A Louca de Ipanema                            | Senhora                |
| 1981 | Mulher de Programa                            | Cafetina               |
| 1982 | Como Matar Uma Sogra                          | Sogra                  |
| 1996 | Il barbiere di Rio                            | Angelina               |
| 2001 | Copacabana                                    | Noêmia                 |
| 2002 | Dead in the Water                             | Empregada              |
| 2005 | Coisa de Mulher                               | Dona Yolanda           |
| 2007 | A Infância                                    | Ela Mesma              |